# 大橋 (南假獅鎮)
大橋（印尼語：Matang Terap）是印度尼西亞西加里曼丹省三發縣南假獅鎮所轄的9個村之一，亦是南假獅鎮的政府所在地，為此鎮華人最多的行政區。位於南假獅鎮北部，北鄰假獅鎮二條港村，東接Sarilaba A村，南鄰日落亞依村，西接沙壩頭村。